# ديفيد سميث (منافس ألعاب قوى بريطاني)
ديفيد سميث (بالإنجليزية: David Smith) هو منافس ألعاب قوى بريطاني، ولد في 2 نوفمبر 1974 في غريمسبي ‏ في المملكة المتحدة.

## وصلات خارجية
- دايفيد سميث على موقع الاتحاد الدولي لألعاب القوى (الإنجليزية)
- دايفيد سميث على موقع اللجنة الأولمبية الدولية (الإنجليزية)
- دايفيد سميث على موقع أوليمبيديا (الإنجليزية)
- دايفيد سميث على موقع اللجنة الأولمبية البريطانية (الإنجليزية)